# IC 1640
IC 1640 ist eine kompakte Galaxie vom Hubble-Typ C im Sternbild Walfisch südlich des Himmelsäquators. Sie ist schätzungsweise 251 Mio. Lichtjahre von der Milchstraße entfernt und hat einen Durchmesser von etwa 15.000 Lj. Wahrscheinlich bildet sie gemeinsam mit IC 1639 ein gravitativ gebundenes Duo.
Im selben Himmelsareal befinden sich u. a. die Galaxien NGC 426, NGC 429, NGC 430, IC 1643.
Das Objekt wurde am 14. Dezember 1903 von Stéphane Javelle entdeckt.